# Psolidiella maculosa
Psolidiella maculosa is een zeekomkommer uit de familie Cucumariidae.
De wetenschappelijke naam van de soort werd in 2000 gepubliceerd door Mark O'Loughlin.